# Епифаний (Думенко)
Митрополи́т Епифа́ний (укр. Митрополит Епіфаній, в миру Серге́й Петро́вич Думе́нко; род. 3 февраля 1979, Волково, Одесская область) — предстоятель Православной церкви Украины (ПЦУ), митрополит Киевский и всея Украины (с 2018). До избрания предстоятелем ПЦУ на Объединительном соборе 15 декабря 2018 года был епископом канонически непризнанной Украинской православной церкви Киевского патриархата, состоял: наместником Михайловского Выдубицкого монастыря (2008—2018), викарным епископом Вышгородским (2009—2010), митрополитом (на момент окончания служения на кафедре) Переяславским и Белоцерковским (2010—2018), Патриаршим наместником с правами епархиального архиерея (2013—2018).
Доктор богословия, ректор (2010—2018) и профессор кафедры библейских и филологических дисциплин Киевской православной богословской академии, член Национального союза журналистов Украины и Международной федерации журналистов.
Тезоименитство — 12 (25) мая, память Епифания Кипрского.

## Биография

### Детство и образование
Родился 3 февраля 1979 года в селе Волково Ивановского района Одесской области. Детство и школьные годы прошли в селе Старая Жадова Сторожинецкого района Черновицкой области.
В 1996 году окончил Старожадовскую среднюю школу I—III ступеней и в том же году поступил на учёбу в Киевскую духовную семинарию УПЦ КП, которую окончил в 1999 году по первому разряду. В том же 1999 году поступил в Киевскую духовную академию УПЦ КП, которую окончил в 2003 году со степенью кандидата богословия за диссертацию «Формирование церковно-канонических сборников в Доникейский период и их характеристика» (укр. Формування церковно-канонічних збірників у Донікейський період та їх характеристика).
В 2006—2007 году стажировался в Афинском национальном университете (Греция) на философском факультете.

### Служение до епископства
С 1 июля 2003 по 31 декабря 2005 — секретарь-референт Ровенского епархиального управления и личный секретарь митрополита Ровенского и Острожского Даниила (Чокалюка).
26 августа 2003 — 31 декабря 2005 — преподаватель Ровенской духовной семинарии УПЦ КП, а также старший помощник инспектора.
В 2003—2005 годы — редактор интернет-портала «Ровно Православное» — официального сайта Ровенской епархии УПЦ (КП), и член редакционной коллегии церковно-религиозной газеты «Духовная нива» — официального печатного органа Ровенской епархии.
В 2005 году — пресс-секретарь Ровенского епархиального управления.
С 2007 года преподаватель Киевской православной богословской академии УПЦ (КП), а также заведующий кафедрой филологии этого учебного заведения.
21 декабря 2007 года архиепископом Переяслав-Хмельницким Димитрием (Рудюком) в Михайловском Златоверхом монастыре пострижен в монашество с именем Епифаний в честь святителя Епифания Кипрского.
6 января 2008 года в Свято-Владимирском кафедральном соборе Киева предстоятелем УПЦ КП Филаретом (Денисенко) рукоположён во иеродиакона, а 20 января 2008 года в сан иеромонаха.
25 января 2008 года назначен секретарём предстоятеля УПЦ КП Филарета (Денисенко).
16 марта 2008 года в Свято-Владимирском соборе Филаретом (Денисенко) возведён в сан архимандрита.
20 марта 2008 года назначен наместником Свято-Михайловского Выдубицкого мужского монастыря города Киева.
30 мая 2008 года назначен управляющим делами Киевской патриархии.
7 октября 2008 года ему присвоено звание доцента Киевской православной богословской академии.

### Архиерейство до учреждения ПЦУ
21 октября 2009 году Священным синодом УПЦ КП избран епископом Вышгородским, викарием Киевской епархии.
15 ноября 2009 года во Владимирском кафедральном соборе в Киеве состоялась архиерейская хиротония, в которой приняли участие иерархи УПЦ КП Филарет (Денисенко), Димитрий (Рудюк), Александр (Решетняк), Михаил (Зинкевич), Лаврентий (Мигович), Онуфрий (Хаврук), Иларион (Процик), Евстратий (Зоря).
27 июля 2010 года решением Священного синода УПЦ КП назначен ректором Киевской православной богословской академии и управляющим Переяслав-Хмельницкой епархией.
17 марта 2011 года решением Священного синода УПЦ КП назначен председателем редакционного комитета.
17 ноября 2011 года присвоено учёное звание профессора Киевской православной богословской академии.
В 2012 году в Киевской православной богословской академии получил степень доктора богословия за диссертацию «Учение Православной церкви о спасении в контексте непрерывности святоотеческого предания» (укр. Вчення Православної Церкви про спасіння в контексті неперервності святоотцівського передання).
23 января 2012 года указом патриарха Филарета возведён в сан архиепископа, стал постоянным членом Синода УПЦ КП. В связи с этим многие аналитики называли его одним из наиболее перспективных архиереев Киевского патриархата, способных впоследствии возглавить УПЦ КП.
28 июня 2013 года решением Архиерейского собора УПЦ КП возведён в сан митрополита Переяслав-Хмельницкого и Белоцерковского и назначен патриаршим наместником с правами епархиального архиерея. По уставу, наместник должен помогать главе церкви в руководстве приходами в Киевской области, а в случае смерти патриарха станет местоблюстителем патриаршего престола. Религиовед Юрий Черноморец считает, что главной причиной, по которой Филарет (Денисенко) принял такое решение, стало сочетание у Думенко «теоретика и практика в одном лице, а также максимально выраженная способность работать в команде».
13 декабря 2018 года состоялся Архиерейский собор УПЦ КП, на котором около 30 из приблизительно 40 присутствующих архиереев поддержали кандидатуру Епифания (Думенко) на пост митрополита Киевского новой церковной структуры, создаваемой в Украине на Объединительном соборе в Киеве 15 декабря. Остальные (около 12 человек) проголосовали за митрополита Луцкого и Волынского Михаила.

### Предстоятель ПЦУ
15 декабря 2018 года на Объединительном соборе был избран предстоятелем новообразованной Православной церкви Украины с титулом «митрополит Киевский и всея Украины». 6 января 2019 года в патриаршем соборе на Фанаре получил подписанный накануне Вселенским патриархом Варфоломеем томос об автокефалии ПЦУ.
3 февраля 2019 года во время совершения литургии в Софийском соборе в Киеве был настолован при участии митрополита Галльского Эммануила (Константинопольский патриархат). На богослужении присутствовали президент Украины Пётр Порошенко, члены правительства, некоторые депутаты Верховной Рады, а также глава УГКЦ Святослав (Шевчук), глава Конференции римско-католических епископов Украины Бронислав Бернацкий, римско-католический митрополит Львовский Мечислав Мокшицкий. За исключением иерархов Вселенского патриархата, на мероприятии не присутствовали представители иных православных юрисдикций мира и Украины; мировые СМИ не освещали событие. При этом соборная площадь была пуста, что резко контрастировало с толпами людей, которые собрались, чтобы поддержать создание ПЦУ в декабре 2018 года.
Решением Синода ПЦУ от 24 июня 2019 года все приходы и монастыри Киева, которые до 15 декабря 2018 находились в составе УПЦ Киевского Патриархата, переведены в его подчинение «как их непосредственному епархиальному архиерею» (согласно решению Синода ПЦУ от 5 февраля, приходы и монастыри Киева находились в управлении Филарета Денисенко).

## Научная и общественная деятельность
Митрополит Епифаний является председателем редакционной коллегии научных профессиональных изданий «Труды Киевской духовной академии» и «Богословский вестник Киевской православной богословской академии», председателем диссертационного совета с правом принятия к рассмотрению и проведения защиты диссертаций на соискание ученой степени кандидата наук по специальности богословие.
В научном наследии митрополита Епифания более 50 научных публикаций, в том числе несколько монографий в области православного богословия.
Митрополит Епифаний является активным церковным и общественным деятелем, участвует во многих научных и просветительских мероприятиях, своим служением совершил значительный личный вклад в развитие украинского духовного образования и науки и развитие и укрепление Украинского государства.
Главный редактор интернет-издания Портал-Credo.ru А. В. Солдатов отмечает, что Думенко «имеет репутацию „альтер эго“» Филарета (Денисенко), «который ровно 10 лет назад сделал талантливого юношу, вернувшегося со стажировки в Греции, своим личным секретарём», а также указывает, что «хотя академические учёные и не признают особых заслуг молодого митрополита, он считается „лицом богословия“ в Киевском патриархате».

## Награды
- Орден «За заслуги» ІІ степени (1 декабря 2015 года) — за значительный личный вклад в государственное строительство, социально-экономическое, научно-техническое, культурно-образовательное развитие Украинского государства, весомые трудовые достижения, многолетний добросовестный труд[20].
- Орден «За заслуги» ІІI степени (2008 год)
- Почётная грамота Кабинета министров Украины
- Имеет благодарность премьер-министра Украины и отличия украинского казачества.
- Удостоен церковных наград: ордена святого апостола и евангелиста Иоанна Богослова, ордена святого равноапостольного князя Владимира Великого ІІІ степени, ордена святого архистратига Божьего Михаила, ордена Святого Креста Черногорской православной церкви.
- Премия Афинагора в области прав человека (2019)[21]